# Комплекс стимуляции анафазы

Комплекс стимуляции анафазы

Ко́мплекс, стимули́рующий анафа́зу (англ. anaphase-promoting complex, APC), также называемый циклосома, представляет собой крупное белковое соединение, которому отводится решающая роль в активации анафазы митоза. Функционально комплекс стимуляции анафазы представляет собой убиквитинлигазу и катализирует реакции присоединения молекул убиквитина к различным целевым белкам, которые в итоге подвергаются протеолизу.

## Строение
В структуре комплекса стимуляции анафазы выделяется порядка 11—13 субъединиц. Ядро комплекса составляют: субъединица куллина (Apc2) и RING-домен (Apc11), к которому присоединяется убиквитин-конъюгирующий фермент (E2). Функционирование комплекса регулируется за счёт присоединения активирующей субъединицы в нужный момент клеточного цикла. Два основных активатора — Cdc20 и Cdh1 — обеспечивают взаимодействие комплекса с целевыми белками.

## Функции
Одной из ключевых мишеней комплекса стимуляции анафазы является белок секурин, разрушение которого приводит к высвобождению сепаразы — протеолитического фермента, обеспечивающего ликвидацию когезии сестринских хроматид. В завершении указанной цепочки реакций разделённые хроматиды расходятся к противоположным полюсам делящейся клетки. Второй ключевой мишенью комплекса стимуляции анафазы являются митотические циклины, деградация которых приводит к завершению митоза и цитокинеза. И наконец, после окончания митотического деления на протяжении фазы G1 комплекс APC сдерживает активность циклин-зависимых киназ путём протеолитического разрушения S- и M-циклинов.

## Регуляция
В основу регуляции активности комплекса APC заложен принцип отрицательной обратной связи. Взаимосвязь при этом прослеживается между активностью циклин-зависимых киназ (англ. Cdk) и активностью комплекса, стимулирующего анафазу (англ. APC). Начиная с анафазы митоза и до окончания фазы G1 в активном состоянии находится комплекс APC, который переводит в неактивное состояние циклин-зависимые киназы. К концу фазы G1, наоборот, активируются циклин-зависимые киназы, которые деактивируют комплекс APC и регулируют дальнейшее течение клеточного цикла вплоть до начала новой анафазы.
Установлено, что нарушение регуляции клеточного цикла в фибробластах человека при цитомегаловирусной инфекции связано с инактивацией комплекса APC и накоплением его субстратов.

### Cdc20
Белок Cdc20 (англ. cell division cycle protein 20 — «белок клеточного цикла 20») активирует комплекс APC при переходе делящейся клетки из метафазы в анафазу. Происходит это следующим образом. На стадии метафазы циклин-киназный комплекс M-Cdk путём фосфорилирования трансформирует ядро комплекса APC. В результате указанного конформационного изменения повышается вероятность присоединения активатора Cdc20. В итоге, активированный комплекс APCCdc20 обретает убиквитинлигазную активность и убиквитинирует свои главные цели — секурин и митотические циклины.
Секурин (одна из главных мишеней APCCdc20) представляет собой ингибирующий белок, сдерживающий в неактивном состоянии фермент сепаразу. Вследствие реакции убиквитинирования секьюрин разрушается, а высвободившаяся при этом сепараза разрушает когезин. После деградации когезина, обеспечивающего сцепление сестринских хроматид, происходит разделение и расхождение хромосом к полюсам деления клетки.
Убиквитинирование и, как следствие, разрушение митотических циклинов (ещё одной важной мишени APCCdc20) запускает цепочку отрицательной обратной связи. Выглядит это следующим образом. Циклин-киназный комплекс M-Cdk активирует убиквитинлигазный комплекс APCCdc20, который целенаправленно разрушает митотические циклины, что ведёт к деградации циклин-киназного комплекса M-Cdk, т. е. цепочка реакций приводит к разрушению изначального активатора этой цепочки. Но, поскольку активность APCCdc20 зависит от комплекса M-Cdk, инактивация циклин-киназы M-Cdk приводит к инактивации APCCdc20. В итоге APCCdc20 деактивируется к концу митоза.

### Cdh1
Во всех эукариотических клетках, при переходе в фазу G1 возникает необходимость предотвращения повторной активации циклин-зависимых киназ, чтобы обеспечить стабильный рост клетки до вступления в следующий клеточный цикл. Сдерживание активности циклин-зависимых киназ на протяжении фазы G1 достигается как минимум тремя способами: снижением уровня экспрессии генов циклинов, активностью ингибиторов циклин-зависимых киназ и активностью комплекса APC, обеспечивающего протеолитическое разрушение S- и M-циклинов. В качестве активатора комплекса APC на протяжении фазы G1 выступает белок Cdh1.
Белок Cdh1 (англ. Cdc20-homologue 1 — «Cdc20-гомолог 1») активирует комплекс APC на заключительных этапах митоза и в начале фазы G1. При этом не требуется конформационного изменения комплекса APC, как в случае активации с участием Cdc20. Однако условиями образования активного комплекса APCCdh1 являются: деактивация циклин-зависимых киназ и высвобождение белка Cdc20 из комплекса APCCdc20. Оба данных условия достигаются к концу митоза, что и объясняет соответствующую по времени активацию комплекса APCCdh1. Свои функции APCCdh1 выполняет до наступления S-фазы клеточного цикла.
К окончанию фазы G1 возрастает концентрация G1/S-циклинов, которые не распознаются комплексом APCCdh1. Формирующиеся циклин-киназные комплексы G1/S-Cdk фосфорилируют Cdh1 и тем самым деактивируют комплекс APCCdh1, после чего комплекс APC пребывает в неактивном состоянии вплоть до анафазы митоза.